# Колашинац, Асмир
Асмир Колашинац (вуковица: Асмир Колашинац, гаевица: Asmir Kolašinac; 15 октября 1984, Скопье, СФРЮ) — сербский толкатель ядра. Бронзовый призёр чемпионата Европы 2012 года и чемпион Европы в помещении 2013 года. Занял 11-е место на чемпионате мира 2011 года.
На Олимпийских играх 2012 года занял 7-е место.
Личный рекорд на открытом воздухе — 20,85 м, в помещении — 20,64 м.
Лучший легкоатлет Балкан 2012 года по версии Ассоциации балканских легкоатлетических федераций.
Колашинац — сербский босняк, мусульманин по вероисповеданию.